# ГТРК Кабардино-Балкария
Государственная телевизионная и радиовещательная компания «Кабардино-Балкария» — филиал ФГУП «Всероссийская государственная телевизионная и радиовещательная компания» в Кабардино-Балкарской Республике.

## История телевидения в Кабардино-Балкарии
КБАССР стала девятым регионом в Советском Союзе, где появилось своё телевидение. Любительский телецентр, ставший первым на Северном Кавказе, открылся в Нальчике в 1955 году. Спустя два года на правительственном уровне телецентру придали статус государственного. Первая программа, вышедшая в эфир — телегазета «Нальчик». Она целиком состояла из рисунков, наклеенных на бумажную ленту, которую протягивали через эпидиаскоп.
В 1989 году в Нальчике построили современный телецентр площадью 9 436 м². Павильон студии до сих пор остается крупнейшим в регионе.
В 2004 году ГТРК «Кабардино-Балкария» полностью перешло на информационное вещание. В 2011 году тематическое вещание было восстановлено.
С 2014 года ГТРК «Кабардино-Балкария» может вещать в цифровом качестве.

## Тематические телепроекты
- «Мысли вслух» (с 30.09.2014)
- «Азбука жизни» (с 19.08.2016)
- «Вчера, сегодня, завтра» (с 21.12.2011)
- «Чтоб помнили» (с 18.12.2014)
- «Литературные встречи» (с 27.10.2017)
- «Следы времени» (с 05.03.2012)
- «Семейный альбом» (с 21.02.2012)
- «Забвению не полежит» (с 27.12.2016)
- «Будьте здоровы» (с 22.12.2016)
- «Территория музыки» (с 29.10.2013)
- «Добрая среда» (с 09.06.2021)
- «Разное» (с 22.02.2011)
- «Портрет в интерьере» (с 27.03.2012)
- «Наше наследие» (с 05.08.2013)
- «Профессионалы» (с 20.12.2016)

## Архивные телепроекты
- «Двое в каноэ» (с 17.02.2012 по 29.06.2012)
- Молодёжный телевизионный журнал «Твой мир» (с 27.12.2011 по 06.11.2012)
- «Экология литературы» (с 11.12.2011 по 25.10.2013)
- Программа «Знак вопроса» (06.02.2012 по 20.05.2013)
- «Один день из частной жизни» (с 12.09.2013 по 08.08.2014)
- «Нальчик PRO» (с 24.03.2013 по 02.09.2014)
- «Главная тема» (с 02.06.2014 по 20.10.2014)
- «Чужих детей не бывает» (с 24.12.2012 по 15.12.2014)
- «Курс на победу» (с 25.10.2012 по 19.05.2015)
- «Простые люди» (с 07.04.2015 по 06.10.2015)
- «Вдох, выдох» (с 04.03.2015 по 16.12.2015)
- «Дежурная часть КБР» (с 10.11.2015 по 08.11.2016)
- «Пора завтракать» (с 19.03.2016 по 04.03.2017)
- «Я свидетельствую» (с 24.02.2014 по 07.03.2017)
- «Аграрий» (с 22.11.2016 по 17.04.2017)
- «ВОЯЖ» (с 17.09.2012 по 28.04.2017)
- «Без фальши» (с 09.04.2013 по 24.07.2017)
- «Личность и время» (с 12.09.2011 по 12.07.2017)
- «На страже эфира» (с 04.04.2017 по 17.10.2017)
- «Сегодня в меню» (с 25.02.2012 по 23.12.2017)
- «Уроки географии» (с 26.09.2013 по 16.10.2018)
- «Диалог в партере» (с 14.11.2016 по 12.12.2018)
- «Спросите доктора» (с 15.11.2016 по 12.02.2019)
- «Обычная история» (с 07.04.2015 по 19.02.2019)
- «Лица эпохи» (один выпуск, посвящённый 100-летию КБР 02.08.2021)

## Радио
Радиовещание выходит на волнах «Радио России» (в Нальчике — 101.8 FM).
По будням:
7:10-8:00, 8:10-9:00, 11:30-12:00, 13:10-14:00, 15:10-16:00, 18:10-19:00
По выходным:
10:10-11:00, 11:10-12:00

## Убийство корреспондента ГТРК «Кабардино-Балкария»
5 декабря 2012 года в Нальчике был убит из огнестрельного оружия телеведущий Казбек Геккиев. Причастный к преступлению боевик вооруженного бандподполья КБР Зейтун Бозиев был ликвидирован в ходе спецоперации в конце января 2013 года.